# Alexij (Titov)
Alexij (světským jménem: Amvrosij Vasiljevič Titov; 17. prosince 1672, Moskva – 28. září 1750) byl ruský duchovní Ruské pravoslavné církve a arcibiskup rjazaňský a muromský.

## Život
Narodil se 17. prosince 1672 v Moskvě do šlechtické rodiny.
První zmínka o něm pochází z roku 1708, kdy byl uveden jako archimandrita moskevského Znamenského monastýru. Dne 9. listopadu 1712 byl rukopoložen na biskupa tverského a 21. ledna 1714 byl převeden na sarskou katedru.
Dne 25. ledna 1719 se stal biskupem vjatským a velikopermským. Sarský biskup obvykle žil v Moskvě a tato funkce byla považována za jednu z nejvýznamnějších. Převod biskupa Alexije na vjatskou katedru velmi zarmoutil, především proto, že byl proveden na základě pomluvy. Postupem času se s novým jmenováním smířil. Snažil se obrátit Udmurty ke křesťanství, k čemuž dostal pokyny od Svatého synodu, ale kvůli nedostatku duchovních znalých udmurtského jazyka byl počáteční úspěch mise nepatrný; 57 pokřtěných.
Roku 1714 byl povolán sloužit do Petrohradu. O rok později se zúčastnil pohřbu cara Petra I. Velikého a 8. března 1727 korunovace cara Petra II. Dne 15. března 1731 byl povýšen na arcibiskupa a 26. září 1733 se stal arcibiskupem rjazaňským a muromským. Na novém stolci tvrdě napomínal starověrce.
Zemřel 28. září 1750. Pohřben byl v Uspenském katedrálním chrámu (dnes chrám Narození Krista).  Roku 1799 bylo tělo přeneseno do Archangelského chrámu a 18. září 1998 do Trojického momastýru v Rjazani.